# Luigi Vercelli
Luigi Vercelli (Montevideo, 24 aprile 1898 – Moncalieri, 27 giugno 1972) è stato un calciatore italiano, di ruolo terzino destro.

## Carriera

### Club
Cominciò a giocare nell'Amatori Torino, con cui debuttò il 12 ottobre 1919 in Amatori Torino-Pro Vercelli (0-4).
La stagione successiva militò nell'Alessandria, giocando 17 partite e segnando una rete.
Nel 1921 passò alla Novese in cui giocò per tre stagioni, nella prima delle quali la sua squadra vinse il campionato organizzato dalla F.I.G.C..
Nel 1924-1925 giocò nella SPAL.
Chiuse la carriera nel 1927 dopo due stagioni alla Reggiana, nella seconda delle quali scese in campo una sola volta.

### Nazionale
Vercelli giocò la sua unica partita in Nazionale il 6 novembre 1921 nell'amichevole contro la Svizzera.

## Statistiche

### Cronologia presenze e reti in Nazionale
| Cronologia completa delle presenze e delle reti in nazionale ― Italia | Cronologia completa delle presenze e delle reti in nazionale ― Italia | Cronologia completa delle presenze e delle reti in nazionale ― Italia | Cronologia completa delle presenze e delle reti in nazionale ― Italia | Cronologia completa delle presenze e delle reti in nazionale ― Italia | Cronologia completa delle presenze e delle reti in nazionale ― Italia | Cronologia completa delle presenze e delle reti in nazionale ― Italia | Cronologia completa delle presenze e delle reti in nazionale ― Italia |
| Data                                                                  | Città                                                                 | In casa                                                               | Risultato                                                             | Ospiti                                                                | Competizione                                                          | Reti                                                                  | Note                                                                  |
| --------------------------------------------------------------------- | --------------------------------------------------------------------- | --------------------------------------------------------------------- | --------------------------------------------------------------------- | --------------------------------------------------------------------- | --------------------------------------------------------------------- | --------------------------------------------------------------------- | --------------------------------------------------------------------- |
| 06/11/1921                                                            | Ginevra                                                               | Svizzera                                                              | 1 – 1                                                                 | Italia                                                                | Amichevole                                                            | -                                                                     |                                                                       |
| Totale                                                                |                                                                       | Presenze                                                              | 1                                                                     |                                                                       | Reti                                                                  | 0                                                                     |                                                                       |

## Palmarès

### Club

#### Competizioni nazionali
- Campionato italiano: 1

Novese: 1921-1922